# Tyrannochthonius barri
Tyrannochthonius barri är en spindeldjursart som beskrevs av William B. Muchmore 1996. Tyrannochthonius barri ingår i släktet Tyrannochthonius och familjen käkklokrypare. Inga underarter finns listade i Catalogue of Life.